# Ян Крістіансен
Ян Крістіансен (дан. Jan Kristiansen, нар. 4 серпня 1981, Ельгод) — данський футболіст, що грав на позиції півзахисника за низку данських клубних команд, німецький «Нюрнберг» та національну збірну Данії.

## Клубна кар'єра
У дорослому футболі дебютував 1999 року виступами за команду «Есб'єрг», в якій провів шість сезонів, взявши участь у 178 матчах чемпіонату. В іграх Данської Суперліги сезону 2002/03 відзначився 18-ма забитими голами, що дозволило йому розділити титул найкращого бомбардира змагання.
Протягом 2006—2008 років грав у Німеччині, де захищав кольори «Нюрнберга». Допоміг команді виборити Кубок Німеччини у розіграші 2006/07. Зокрема став автором вірішального гола у фінальній грі турніру, в якій «Нюрнберг» здолав «Штутгарт» із рахунком 3:2.
2008 року повернувся на батьківщину, уклавши п'ятирічний контракт із «Брондбю», де був стабільним гравцем основного складу.
Протягом 2013—2015 років захищав кольори «Вестшеланна», а завершував ігрову кар'єру в «Роскілле», за який виступав протягом 2015—2016 років.

## Виступи за збірні
2000 року дебютував у складі юнацької збірної Данії (U-19), загалом на юнацькому рівні взяв участь у 7 іграх.
Протягом 2002–2003 років залучався до складу молодіжної збірної Данії. На молодіжному рівні зіграв у 17 офіційних матчах, забив 3 голи.
2003 року дебютував в офіційних матчах у складі національної збірної Данії. Загалом протягом кар'єри в національній команді, яка тривала 5 років, провів у її формі 11 матчів.

## Титули і досягнення

### Командні
- Володар Кубка Німеччини (1):

«Нюрнберг»: 2006-2007

### Особисті
- Найкращий бомбардир Данської Суперліги (1):

2002-2003 (18 голів)